# Paolo Ceccon
Paolo Ceccon (13 de septiembre de 1996) es un deportista italiano que compite en piragüismo en la modalidad de eslalon. Ganó tres medallas de bronce en el Campeonato Mundial de Piragüismo en Eslalon, en los años 2022 y 2023.

## Palmarés internacional
| Campeonato Mundial | Campeonato Mundial    | Campeonato Mundial | Campeonato Mundial |
| Año                | Lugar                 | Medalla            | Competición        |
| ------------------ | --------------------- | ------------------ | ------------------ |
| 2022               | Augsburgo (Alemania)  | Medalla de bronce  | C1 por equipos     |
| 2023               | Londres (Reino Unido) | Medalla de bronce  | C1 individual      |
| 2023               | Londres (Reino Unido) | Medalla de bronce  | C1 por equipos     |